# Красная Горка (Харьковская область)
Красная Горка (укр. Красна Гірка) — село,
Аполлоновский сельский совет,
Сахновщинский район,
Харьковская область, Украина.
Код КОАТУУ — 6324880502. Население по переписи 2001 года составляет 167 (78/89 м/ж) человек.

## Географическое положение
Село Красная Горка находится на правом берегу Орельского водохранилища (река Орелька),
выше по течению на расстоянии в 2,5 км расположено село Червоная Долина,
на противоположном берегу — село Украинское (Лозовский район).

## История
- 1870 — дата основания.

## Экономика
- Молочно-товарная ферма.